# Boniface Wański
 (mars 2019).
Boniface Népomucène Wański, né en avril 1804 à Poznań et mort le 28 février 1888 à Aix-en-Provence, est un violoniste polonais.

## Biographie
Boniface Népomucène est le fils de Jean Wański, directeur du conservatoire de musique de Poznań et de Rosalie Kobecka.
Il épouse Marie Louise Pesette.
Il est professeur de musique à Aix-en-Provence où il est mort à l'âge de 83 ans.